# Kelly Moffat
Kelly Moffat (* 12. Januar 1981) ist eine frühere neuseeländische Skeletonpilotin.
Kelly Moffat begann 2002 mit dem Skeletonsport und gehört seitdem auch zum neuseeländischen Nationalkader. Die Athletin aus Morven gab im November des Jahres in Calgary ihr Debüt im Skeleton-Weltcup und wurde 22. Gegen Ende der Saison fuhr sie auf den 16. Platz und erreichte damit ihr bestes Weltcup-Resultat. Die Junioren-Weltmeisterschaft 2003 in Königssee beendete sie als Elfte. Kurz darauf fuhr sie in Nagano bei der Skeleton-Weltmeisterschaft 2003 auf den 18. Platz. Seit 2003 fuhr Moffat neben den Rennen im Weltcup auch vermehrt im Skeleton-America’s-Cup sowie im Skeleton-Europacup. Bei der WM 2004 in Königssee wurde die Neuseeländerin 21., WM 2005 in Calgary 23. Für die Olympischen Winterspiele 2006 in Turin verpasste Moffat die Qualifikation gegen Louise Corcoran, nahm aber als Mitglied des Trainerstabes teil. Ihr letztes Rennen bestritt sie im November 2006 in Calgary. Danach beendete sie wegen einer Schwangerschaft ihre Karriere.